# Harkanj
Harkanj ili Arkanj (mađarski: Harkány) je gradić u južnoj Mađarskoj. 
Zauzima površinu od 25,69 km četvornih.

## Zemljopisni položaj
Nalazi se na 45° 50' 52" sjeverne zemljopisne širine i 18° 14' 15" istočne zemljopisne dužine, 6,5 km sjeveroistočno od Drave i granice s Republikom Hrvatskom. Najbliže naselje u RH je Donji Miholjac, 10 km jugozapadno.
Pačva je 1,5 km, a Kovačida 3 km jugozapadno, Teriđ je 100 m sjeverozapadno, Crnota je 3,5 km sjeverno-sjeverozapadno, Turon je 4 km sjeverno, Bišira je 4,5 km sjeverno-sjeveroistočno, marijansko svetište Đud je 2 km sjeverozapadno, kotarsko sjedište Šikloš je 2 km zapadno-sjeverozapadno, Maća je 5 km južno-jugoistočno, Grdiša je 4,5 km južno, a Sabloč je 3,5 km južno-jugozapadno.

## Upravna organizacija
Upravno pripada Šikloškoj mikroregiji u Baranjskoj županiji. Poštanski broj je 7815. 
1977. je selu Harkanju upravno pripojeno selo Teređ. 1999. je Harkanj dobio status grada.
U Harkanju djeluju jedinice hrvatske i njemačke manjinske samouprave. 

## Promet
Kroz Harkanj u pravcu istok-zapad prolazi željeznička prometnica Barča – Viljan. U pravcu sjever-jug kroz Harkanj prolazi državna cestovna prometnica br. 58.

## Stanovništvo
Harkanj ima 3519 stanovnika (2001.). Mađari su većina. Nijemaca je 2,8%, Hrvata je 2,6%, Srba je 0,6% Roma je 0,2%, Poljaka je 0,2%, te ostalih.
Rimokatolika je 59,2%, kalvinista je 22,7%, luterana je 1%, grkokatolika je 0,9% te ostalih.
Harkanjski Hrvati imaju od kulturnih ustanova Harkanjski mješoviti zbor.

## Vanjske poveznice
- Harkanj na fallingrain.com